# Tadeusz Kossak
Tadeusz Kossak (París, 1 de enero de 1858-1935) activista polaco, luchador por las libertades y figura clave en la Partición de Polonia.
Fue arrestado por las autoridades de la Rusa imperial y durante la Primera Guerra Mundial, militó con Józef Dowbor-Muśnicki por la independencia de Polonia.  

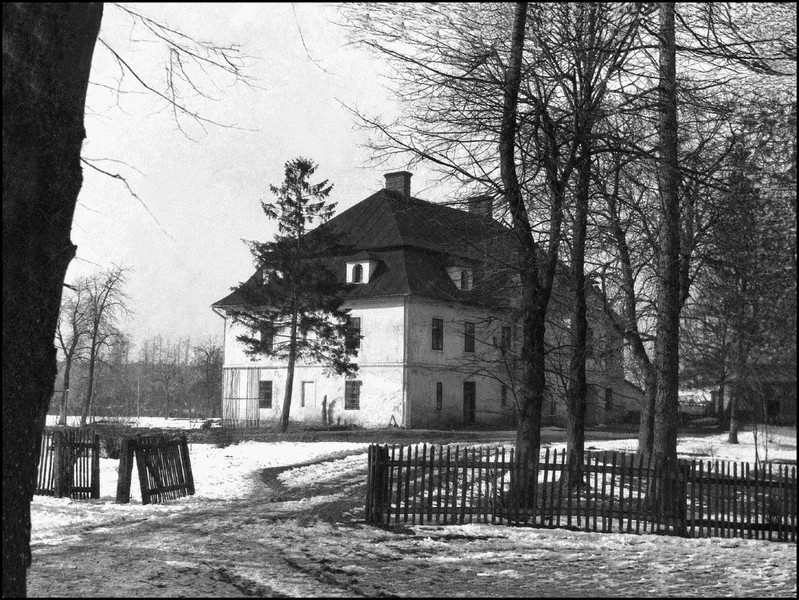
Kossak Manor en Górki, enterrado en 1945

Kossak es autor de unas memorias llamadas "Jak to było w armii austriackiej" de 1927. Era padre de la novelista Zofia Kossak-Szczucka (1889–1968) y hermano gemelo del pintor Wojciech Kossak. Durante la Segunda República Polaca, dirigió la localidad de Górki Wiekie que atrajo a numerosos intelectuales polacos como Jan Parandowski, Maria Dąbrowska, Jan Sztaudynger o Melchior Wańkowicz.